# 松田悠良
松田 悠良（まつだ ゆら、英語: Yura Matsuda、1998年7月22日 - ）は、日本の女性元フィギュアスケート選手（女子シングル）。愛知県名古屋市出身。血液型はB型。2016年アジアフィギュア杯優勝。

## 経歴

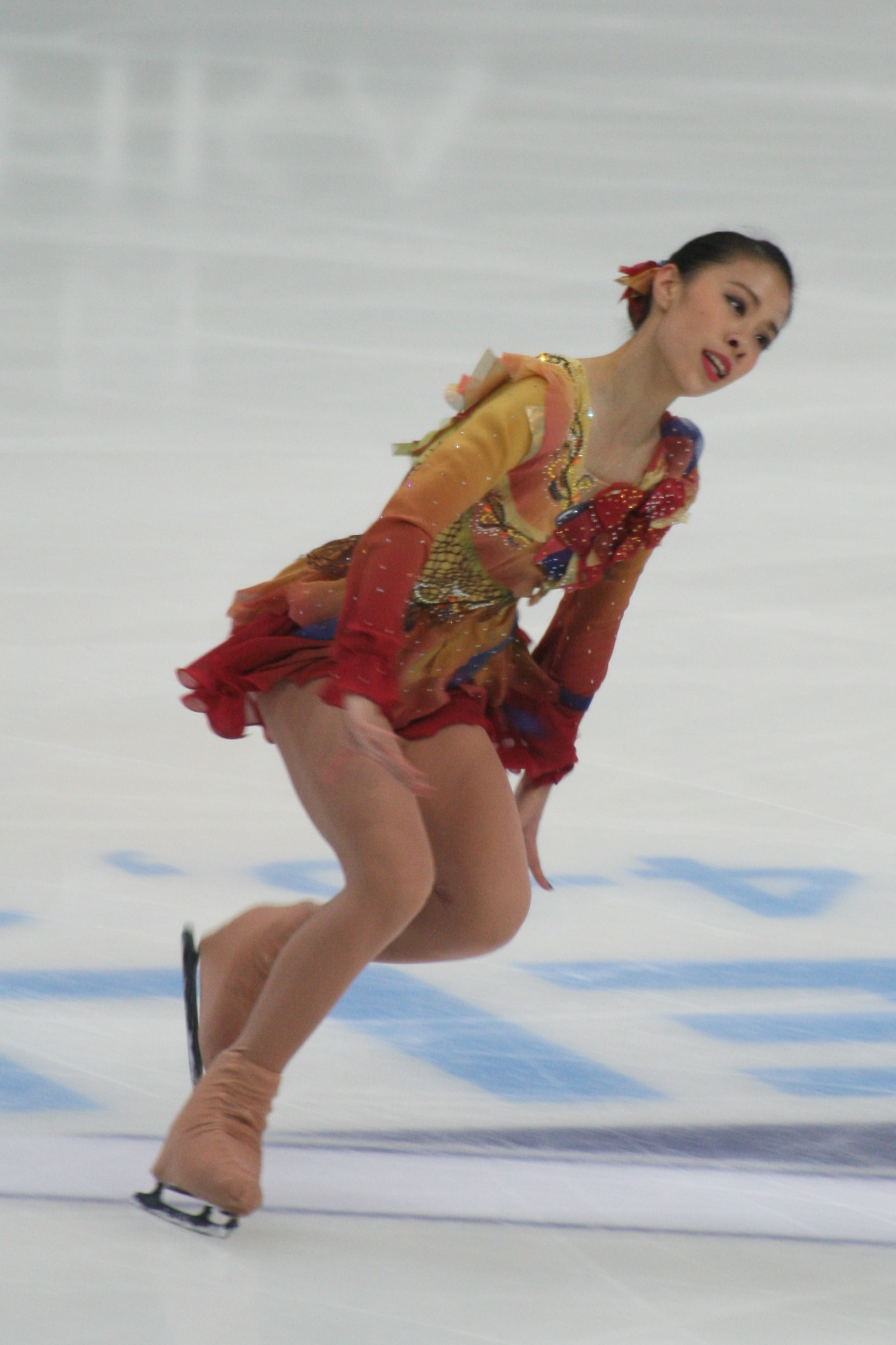
2016年ロステレコム杯

名古屋市立東港中学校、中京大学附属中京高等学校、中京大学をそれぞれ卒業。
2011-2012シーズン、長久保裕指導の下、全日本ノービス選手権で2位に入り、初出場となった全日本ジュニア選手権では23位に終わる。2012年チャレンジカップではノービスクラスで優勝する。
2012-2013シーズン、ISUジュニアグランプリシリーズに初参戦し、JGPクールシュヴェルに出場。全日本ジュニア選手権では4位となり、前シーズンよりも格段に成績を伸ばした。初出場となった全日本選手権では8位と健闘した。
2013-2014シーズン、全日本ジュニア選手権で本郷理華、三原舞依に続いて3位に入賞し、同大会で初めて表彰台に立った。全日本選手権では、SPで15位と出遅れるが、FSで7位となり、総合9位となる。シーズンの締め括りとなるプランタン杯では、ジュニアクラスの国際大会で初めて優勝する。
2014-2015シーズン、コーチを山田満知子へ変更。全日本ジュニア選手権はSPで5位につけるが、FSでは9位となり、総合6位となる。全日本選手権ではジャンプのミスなどもあり総合15位に終わる。シーズンの締め括りとなる2015年トリグラフトロフィーでは、シニアの国際大会にはじめて出場し2位に入る。
2015-2016シーズン、JGPログローニョでは自己ベストを48点以上も更新し、銅メダルを獲得した。全日本選手権では12位となる。
2016-2017シーズン、アジアフィギュア杯で優勝。ISUグランプリシリーズに初参戦し、ロステレコム杯で6位、NHK杯で7位となる。5年連続の出場となった全日本選手権では11位。
2017-2018シーズン、ISUチャレンジャーシリーズのロンバルディア杯では、SP・FSともにほぼミスのない演技を見せ、FSとトータルの自己ベストを更新し5位となった。6年連続の出場となった全日本選手権では11位。シーズンの締め括りとなるババリアンオープンでは、2位に入った。
2018-2019シーズン、6月に負った右足の故障を抱えながらもオータムクラシック、スケートカナダ、ロステレコム杯に出場しそれぞれ9位、11位、9位となった。右足首の手術を優先し、全日本選手権への出場は見送った。
2020-2021シーズン、全日本選手権では、SP28位で自身では初めてFS進出を逃した。2021年3月20日、中京大学の卒業と現役続行を表明した。しかしながら、同年10月4日に自身のInstagram上で現役引退を発表した。2022年1月4日、日本ガイシスポーツプラザで行われたアイスショー「名古屋フィギュアスケートフェスティバル」で「イマジン」を舞い、引退セレモニーを終えた
2022年7月、浅田真央の開催するアイスショー「BEYOND」にメンバーとして参加することを発表。

## 技術・演技
アクセルを除く5種類のトリプルジャンプを跳ぶことができる。コンビネーションでは、難度の高い3回転ループ-3回転ループを成功させた他、2回転半アクセル-3回転トゥーループ-3回転ループの珍しいコンビネーションジャンプも成功している。
他にもフリップやループ、トゥーループ、アクセルの後に3回転トゥーループを付けることができる。また2回転半アクセル-1回転ループ-3回転サルコウを成功させている。

## 主な戦績
| 国際大会             | 国際大会 | 国際大会 | 国際大会 | 国際大会 | 国際大会 | 国際大会 | 国際大会 | 国際大会 | 国際大会 | 国際大会 |
| 大会/年              | 2011-12  | 12-13    | 13-14    | 14-15    | 15-16    | 16-17    | 17-18    | 18-19    | 19-20    | 20-21    |
| -------------------- | -------- | -------- | -------- | -------- | -------- | -------- | -------- | -------- | -------- | -------- |
| GPロステレコム杯     |          |          |          |          |          | 6        |          | 9        |          |          |
| GPスケートカナダ     |          |          |          |          |          |          |          | 11       |          |          |
| GP NHK杯             |          |          |          |          |          | 7        |          |          |          |          |
| CSオータムクラシック |          |          |          |          |          |          |          | 9        |          |          |
| CSロンバルディア杯   |          |          |          |          |          |          | 5        |          |          |          |
| ババリアンオープン   |          |          |          |          |          |          | 2        |          |          |          |
| アジアフィギュア杯   |          |          |          |          |          | 1        |          |          |          |          |
| トリグラフ杯         |          | 2 J      |          | 2        |          |          |          |          |          |          |
| JGPログローニョ      |          |          |          |          | 3        |          |          |          |          |          |
| JGPリガ杯            |          |          | 9        |          |          |          |          |          |          |          |
| JGPクールシュヴェル  |          | 6        |          |          |          |          |          |          |          |          |
| プランタン杯         |          |          | 1 J      |          |          |          |          |          |          |          |
| チャレンジカップ     | 1 N      |          |          |          |          |          |          |          |          |          |
| 国内大会             |          |          |          |          |          |          |          |          |          |          |
| 全日本選手権         |          | 8        | 9        | 15       | 12       | 10       | 11       | 欠場     | 21       | 28       |
| 全日本Jr.選手権      | 23       | 4        | 3        | 6        |          |          |          |          |          |          |

### 詳細
| 2020-2021 シーズン    |                                              |          |    |      |
| 開催日                | 大会名                                       | SP       | FS | 結果 |
| 2020年12月24日 - 27日 | 第89回全日本フィギュアスケート選手権（長野） | 28 44.69 | -  | 28   |

| 2019-2020 シーズン    |                                              |          |          |           |
| 開催日                | 大会名                                       | SP       | FS       | 結果      |
| 2019年12月19日 - 22日 | 第88回全日本フィギュアスケート選手権（東京） | 18 52.34 | 21 93.71 | 21 146.05 |

| 2018-2019 シーズン    |                                                            |          |           |           |
| 開催日                | 大会名                                                     | SP       | FS        | 結果      |
| 2018年11月16日 - 18日 | ISUグランプリシリーズ ロステレコム杯（モスクワ）           | 8 52.00  | 9 85.99   | 9 137.99  |
| 2018年10月26日 - 28日 | ISUグランプリシリーズ スケートカナダ（ラヴァル）           | 10 53.35 | 10 104.24 | 11 157.59 |
| 2018年9月20日 - 23日  | ISUチャレンジャーシリーズ オータムクラシック（オークビル） | 12 47.75 | 9 95.27   | 9 143.02  |

| 2017-2018 シーズン    |                                                               |          |           |           |
| 開催日                | 大会名                                                        | SP       | FS        | 結果      |
| 2018年1月26日 - 31日  | 2018年ババリアンオープン（オーベルストドルフ）                | 2 57.48  | 2 107.94  | 2 165.42  |
| 2017年12月20日 - 24日 | 第86回全日本フィギュアスケート選手権（調布）                  | 17 55.91 | 11 118.21 | 11 174.12 |
| 2017年9月14日 - 17日  | ISUチャレンジャーシリーズロンバルディアトロフィー（ベルガモ） | 4 65.62  | 4 129.94  | 5 195.56  |

| 2016-2017 シーズン    |                                                  |         |           |           |
| 開催日                | 大会名                                           | SP      | FS        | 結果      |
| 2016年12月22日 - 25日 | 第85回全日本フィギュアスケート選手権（門真）     | 7 61.63 | 11 118.64 | 10 180.27 |
| 2016年11月25日 - 27日 | ISUグランプリシリーズ NHK杯（札幌）              | 6 60.98 | 7 117.28  | 7 178.26  |
| 2016年11月4日 - 6日   | ISUグランプリシリーズ ロステレコム杯（モスクワ） | 7 61.57 | 6 116.08  | 6 177.65  |
| 2016年8月4日 - 7日    | 2016年アジアフィギュア杯（マニラ）               | 1 56.42 | 2 105.47  | 1 161.89  |

| 2015-2016 シーズン      |                                                    |          |           |           |
| 開催日                  | 大会名                                             | SP       | FS        | 結果      |
| 2015年12月24日 - 27日   | 第84回全日本フィギュアスケート選手権（札幌）       | 10 58.76 | 13 107.45 | 12 166.21 |
| 2015年9月30日 - 10月4日 | ISUジュニアグランプリ ログローニョ（ログローニョ） | 2 65.71  | 3 113.27  | 3 178.98  |

| 2014-2015 シーズン    |                                                      |          |          |           |
| 開催日                | 大会名                                               | SP       | FS       | 結果      |
| 2015年4月15日 - 19日  | 2015年トリグラフトロフィー（イェセニツェ）           | 2 57.81  | 2 88.54  | 2 146.35  |
| 2014年12月25日 - 28日 | 第83回全日本フィギュアスケート選手権（長野）         | 15 52.07 | 15 92.98 | 15 145.05 |
| 2014年11月22日 - 24日 | 第83回全日本フィギュアスケートジュニア選手権（新潟） | 5 56.41  | 9 98.59  | 6 155.00  |

| 2013-2014 シーズン     |                                                        |          |          |          |
| 開催日                 | 大会名                                                 | SP       | FS       | 結果     |
| 2014年3月14日 - 16日   | 2014年プランタン杯 ジュニアクラス（ルクセンブルク市）  | 1 49.67  | 1 84.38  | 1 134.05 |
| 2013年12月20日 - 23日  | 第82回全日本フィギュアスケート選手権（さいたま）       | 14 50.94 | 7 107.35 | 9 158.29 |
| 2013年11月22日 - 24日  | 第82回全日本フィギュアスケートジュニア選手権（名古屋） | 4 51.57  | 7 100.04 | 3 151.61 |
| 2013年8月27日 - 9月1日 | ISUジュニアグランプリ リガ杯（リガ）                   | 11 42.59 | 8 87.49  | 9 130.08 |

| 2012-2013 シーズン    |                                                            |          |          |          |
| 開催日                | 大会名                                                     | SP       | FS       | 結果     |
| 2013年3月27日 - 31日  | 2013年トリグラフトロフィー ジュニアクラス（ブレッド）      | 2 49.58  | 2 101.03 | 2 150.61 |
| 2012年12月20日 - 24日 | 第81回全日本フィギュアスケート選手権（札幌）               | 12 51.29 | 7 109.01 | 8 160.30 |
| 2012年11月16日 - 18日 | 第81回全日本フィギュアスケートジュニア選手権（西東京）     | 4 54.07  | 5 102.00 | 4 156.07 |
| 2012年8月22日 - 26日  | ISUジュニアグランプリ クールシュヴェル（クールシュヴェル） | 9 44.62  | 6 78.43  | 6 123.05 |

| 2011-2012 シーズン    |                                                          |          |         |           |
| 開催日                | 大会名                                                   | SP       | FS      | 結果      |
| 2012年3月8日 - 11日   | 2012年チャレンジカップ ノービスクラス（ハーグ）          | 1 45.43  | 1 65.92 | 1 111.35  |
| 2011年11月25日 - 27日 | 第80回全日本フィギュアスケートジュニア選手権大会（八戸） | 17 42.90 | 3 71.24 | 23 114.14 |

## プログラム使用曲
| シーズン  | SP                                                                             | FS | EX                                                                               |
| --------- | ------------------------------------------------------------------------------ | --- | -------------------------------------------------------------------------------- |
| 2020-2021 | Sparkling Diamonds 振付：鈴木明子                                              | 人生のメリーゴーランド 映画『ハウルの動く城』より 作曲:久石譲 振付：パスカーレ・カメレンゴ                    |                                                                                  |
| 2019-2020 | 映画『You'll Never Walk Alone』より 振付：川梅みほ                             | バレエ『海賊』より 作曲:アドルフ・アダン 振付：川梅みほ                                                       |                                                                                  |
| 2018-2019 | ミュージカル『ミー・アンド・マイガール』より 作曲：ノエル・ゲイ 振付：鈴木明子 | 四季 作曲：アレクサンドル・グラズノフ 振付：ジェレミー・アボット                                              |                                                                                  |
| 2017-2018 | アンコーラ・ノン・サイ ボーカル：キャサリン・ジェンキンス 振付：樋口美穂子     | スパニッシュ・キャラバン 曲：ドアーズ 振付：樋口美穂子                                                        |                                                                                  |
| 2016-2017 | 映画『ピアノ・レッスン』より 作曲：マイケル・ナイマン 振付：樋口美穂子         | スパニッシュ・キャラバン 曲：ドアーズ 振付：樋口美穂子                                                        | シネマ・イタリアーノ 映画『NINE』サウンドトラックより ボーカル：ケイト・ハドソン |
| 2015-2016 | 映画『ピアノ・レッスン』より 作曲：マイケル・ナイマン 振付：樋口美穂子         | バレエ『白鳥の湖』より 作曲：ピョートル・チャイコフスキー 振付：樋口美穂子                                    |                                                                                  |
| 2014-2015 | 映画『ピアノ・レッスン』より 作曲：マイケル・ナイマン 振付：樋口美穂子         | シネマ・イタリアーノ 映画『NINE』サウンドトラックより ボーカル：ケイト・ハドソン 振付：山田満知子、樋口美穂子 |                                                                                  |
| 2013-2014 | エスパーニャ・カーニ 作曲：パスカル・マルキーナ・ナロ 振付：宮本賢二           | ミュージカル『クレイジー・フォー・ユー』より 作曲：ジョージ・ガーシュウィン 振付：川梅みほ                    |                                                                                  |
| 2012-2013 | チャルダッシュ 作曲：ヴィットーリオ・モンティ                                  | ミュージカル『クレイジー・フォー・ユー』より 作曲：ジョージ・ガーシュウィン 振付：川梅みほ                    |                                                                                  |
| 2011-2012 |                                                                                | | 虹の彼方に 作曲：ハロルド・アーレン                                              |